# لولا کرتون
لولا کرتون (فرانسوی: Lola Créton‎؛ زادهٔ ۱۶ دسامبر ۱۹۹۳) هنرپیشه اهل فرانسه است. او از سال ۲۰۰۴ میلادی تاکنون مشغول فعالیت بوده و از فیلم‌هایی که در آنها بازی کرده می‌توان به عشق جوانی (Un amour de jeunesse) در ۲۰۱۱، پس از ماه مه و اتاق مرگ اشاره کرد.